# دوغلاس إيفرت (لاعب هوكي جليد)
دوغلاس إيفرت (بالإنجليزية: Douglas Everett)‏ هو لاعب هوكي جليد أمريكي، ولد في 3 أبريل 1905 في كامبريدج في الولايات المتحدة، وتوفي في 14 سبتمبر 1996 في كونكورد في الولايات المتحدة.

## وصلات خارجية
- دوغلاس إيفرت على موقع EliteProspects.com (الإنجليزية)
- دوغلاس إيفرت على موقع Eurohockey.com (الإنجليزية)
- دوغلاس إيفرت على موقع أوليمبيديا (الإنجليزية)